# Lista de bairros de Erechim

Localização de Erechim no estado do Rio Grande do Sul.

Aqui são listados os bairros de Erechim, que são as subdivisões oficiais do município brasileiro supracitado, no estado do Rio Grande do Sul. A partir de dados coletados e contabilizados pelo IBGE (Instituto Brasileiro de Geografia e Estatística) no censo realizado no ano de 2010, foram contabilizados trinta e um bairros oficiais no total, além de loteamentos.
Além dos bairros, o município é dividido oficialmente em três distritos. São eles: Capo-Êre, Jaguaretê e a Sede. Grande parte da população de Erechim está distribuída entre os bairros Bela Vista, Cerâmica, Copas Verdes, José Bonifácio, Koller, Morro da Cegonha, São Cristóvão, Três Vendas, Triângulo, São Caetano (Cantele). Muitos então incluídos em áreas nobres. Praticamente todos eles, em termos gerais, são considerados como de classe média e alta.
Mais afastados do Centro, os que se destacam são: Aeroporto, Atlântico, Dal Molin, Florestinha, Linho, Loteamentos, Paiol Grande, Zimmer, Presidente Vargas e Progresso. Apresentam os menores índices médios econômicos por família. Alguns deles são considerados de classe média baixa. É importante ressaltar, no entanto, que Erechim não possui favelas.
De acordo com censo do IBGE (Instituto Brasileiro de Geografia e Estatística), em 2022 a população municipal de Erechim era constituída de 105.705 habitantes, numa área total de 429,164 km². A densidade populacional era de 246,3 de habitantes por quilômetro quadrado. O bairro mais populoso é o Centro, contendo 18.853 habitantes. Enquanto o mais desabitado é o Colégio Agrícola, com 262. O maior rendimento nominal mensal médio dos habitantes de ou acima de 10 anos com rendimento pertence ao Ipiranga, com R$ 2.217,55. O menor é o do Cristo Rei, com rendimento médio de R$ 657,59.

## Bairros

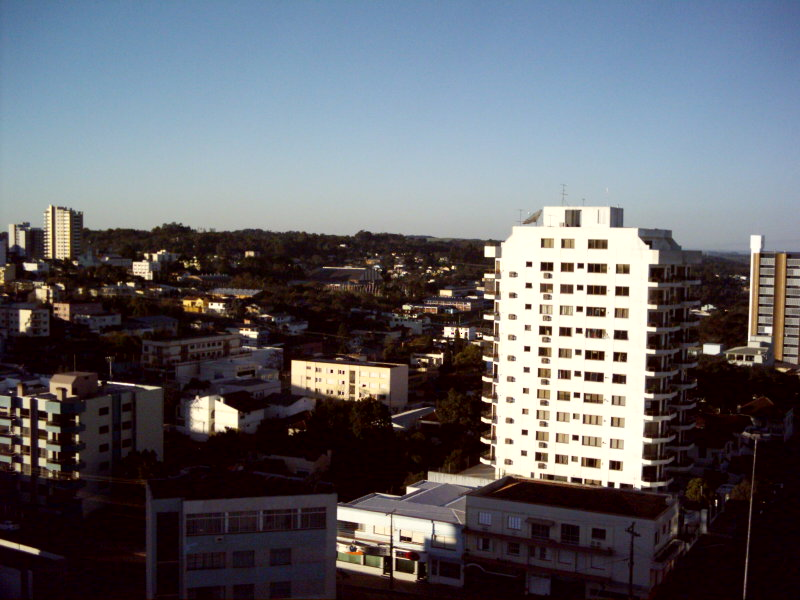
Vista dos bairros da região central.

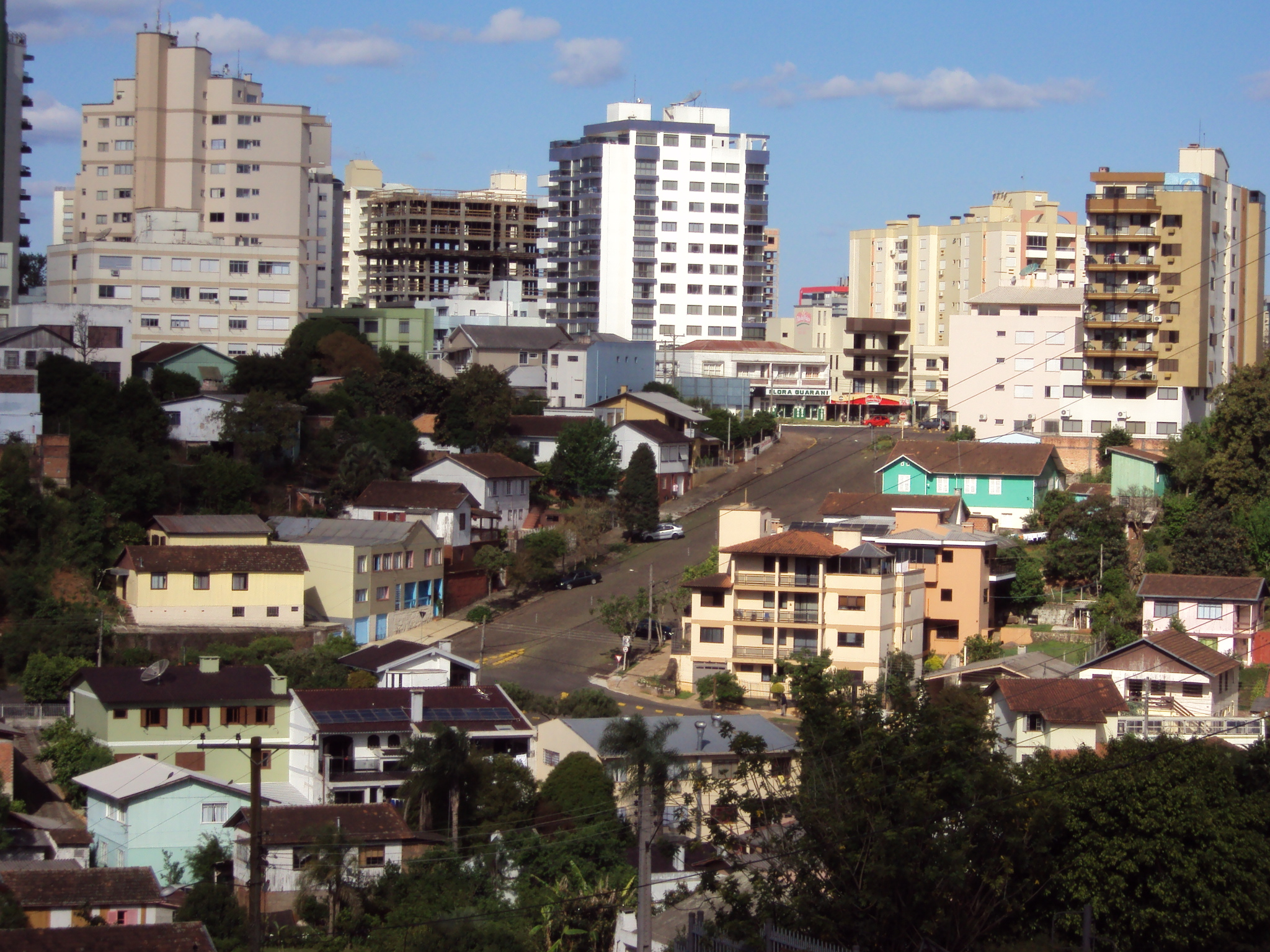
Vista dos bairros São Cristóvão e parte do Centro.

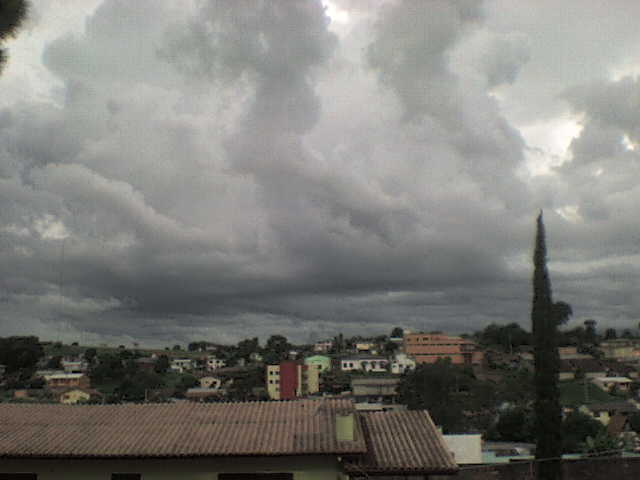
Bairro José Bonifácio.

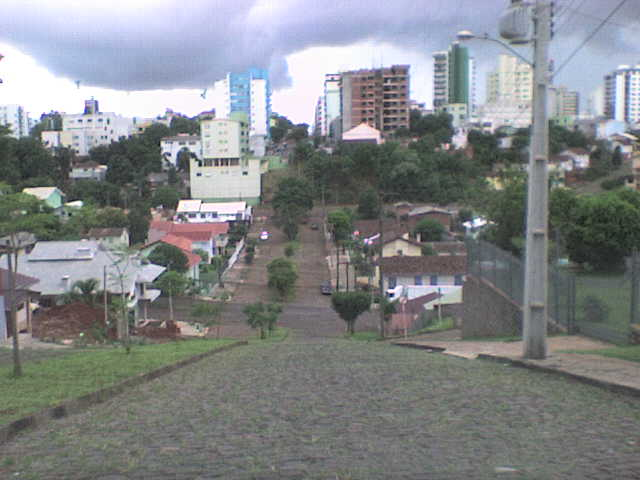
Vista parcial do topo de um morro localizado no centro da cidade.

| Bairro                    | Habitantes | Rendimento mensal médio (R$) |
| ------------------------- | ---------- | ---------------------------- |
| Aeroporto                 | 3 437      | 971,45                       |
| Atlântico                 | 5 432      | 1 018,06                     |
| Bela Vista                | 4 882      | 1 426,29                     |
| Boa Vista                 | 1 309      | 951,70                       |
| Centro                    | 18 853     | 1 910,70                     |
| Cerâmica                  | 4 224      | 1 200,44                     |
| Colégio Agrícola          | 262        | 906,04                       |
| Copas Verdes              | 2 481      | 933,64                       |
| Cristo Rei                | 3 241      | 657,59                       |
| Dal Molin                 | 866        | 1 227,86                     |
| Esperança                 | 562        | 1 244,47                     |
| Espírito Santo            | 1 534      | 1 559,64                     |
| Fátima                    | 1 988      | 2 002,72                     |
| Florestinha               | 1 853      | 762,75                       |
| Frinape                   | 428        | 893,62                       |
| Industrial                | 1 455      | 989,85                       |
| Ipiranga                  | 544        | 2 217,55                     |
| José Bonifácio            | 3 895      | 1 727,19                     |
| Koller                    | 4 821      | 1 144,41                     |
| Linho                     | 4 399      | 1 180,29                     |
| Morro da Cegonha          | 466        | 2 023,39                     |
| Paiol Grande              | 1 521      | 967,12                       |
| Parque Lívia              | 1 305      | 846,43                       |
| Presidente Castelo Branco | 2 015      | 887,31                       |
| Presidente Vargas         | 2 391      | 750,33                       |
| Progresso                 | 3 716      | 742,55                       |
| Santa Catarina            | 709        | 1 229,29                     |
| São Caetano               | 347        | 1 614,31                     |
| São Cristóvão             | 1 506      | 1 011,39                     |
| Três Vendas               | 4 183      | 1 047,46                     |
| Triângulo                 | 467        | 1 125,04                     |